# قلمرو پاکستان
مملکت پاکستان (بنگالی: পাকিস্তান অধিরাজ্য pakistan ôdhirajyô؛ اردو: مملکتِ پاکستان mumlikāt-ē pākistān)، که در آن دوره به عنوان دامنیون پاکستان (به انگلیسی: Dominion)، یک قلمرو فدرال مستقل در جنوب آسیا بود که در سال ۱۹۴۷ در نتیجهٔ جنبش پاکستان و در پی وقایع چندپارگی هند استقلال یافت. این مملکت شامل دو کشور پاکستان و بنگلادش امروزی بود، که مطابق نظریه دو ملت نواحی مسلمان‌نشین هندوستان را در بر می‌گرفت. این سرزمین علی‌رغم استقلال کامل خود، یک قلمرو مشترک‌المنافع و جزئی از قلمروهای امپراتوری بریتانیا بود.